# Francisco Javier Cedena Martínez
Francisco Javier Cedena Martínez   (Madrid, 13 de març de 1954) és un ciclista espanyol, ja retirat, que fou professional entre 1977 i 1983. El seu major èxit esportiu una victòria d'etapa a la Volta a Espanya de 1981. En aquesta mateixa edició guanyà la classificació per punts.

## Palmarès
- 1975
  - Vencedor de 2 etapes al Cinturó Ciclista Internacional a Mallorca
- 1976
  - Vencedor d'una etapa al Cinturó Ciclista Internacional a Mallorca
  - Vencedor d'una etapa a la Volta a Irlanda
- 1979
  - Vencedor d'una etapa a la Volta a Aragó
- 1980
  - Vencedor d'una etapa a la Volta a La Rioja
- 1981
  - Vencedor d'una etapa a la Volta a Espanya i 1r de la classificació per punts
  - Vencedor d'una etapa a la Volta a Cantàbria
- 1982
  - Vencedor d'una etapa de la Volta a Astúries
- 1983
  - 1r a la Volta a Múrcia
  - 1r a la Volta a Segòvia i vencedor d'una etapa

### Resultats a la Volta a Espanya
- 1981. 19è de la classificació general. Vencedor d'una etapa i  1r de la classificació per punts
- 1982. 53è de la classificació general

### Resultats al Giro d'Itàlia
- 1978. Abandona (18a etapa)